# نيشان عهد الأمان
نيشان عهد الأمان هو وسام ملكي تونسي أحدثه محمد الصادق باي في 1276 هـ الموافق ل1859، تخليدًا لذكرى عهد الأمان الصادر في 1857.

يعتبر هذا النيشان الثالث من حيث الوضع والاعتبار. في 1874 أحدث فرع له وهو نيشان العهد المرصع الذي فاقه من ناحية الاعتبار.

## الخصائص
نيشان عهد الأمان كان يلبس بالطوق، قبل أن يصبح لبسه فوق الصدر لجهة اليسار رفقة شريط من المرعز الأبيض، موشى الحواشي، ويلبس هذا الأخير فوق الكتف الأيمن متدليا نحو الخاصرة اليسرى.

يتوسط النيشان بالترصيع عبارة «محمد»، وحولها عبارة «عرض الصادق أمانة». وكلما يتغير الباي، يوضع اسمه الجديد مكان عبارة «محمد» وعبارة «الصادق».

## التاريخ والمتقلدون
أنشأ نيشان عهد الأمان في 1859 من قبل محمد الصادق باي تذكارًا لعهد الأمان الذي سنه أخوه محمد باي في 1857، ولكنه توفي قبل أن يبدأ في تطبيقه فعليا.

عند إحداثه، كان أول من تقلده محمد الصادق باي نفسه وولي عهده، ثم قلده لوزيره الأكبر مصطفى خزندار، ووزير البحر خير الدين باشا، واكتفى بذلك في سنته الأولى، بل قام بإصدار قانون ليحصر فيه عدد متقلدي هذا النيشان. ثم في 1860، قلده في موكب كبير لقنصل فرنسا بتونس ليون روش. وفي 1873، منحه لبقية الوزراء التونسيين وبعض المستشارين بالدولة، وكان آخر من تقلده في عهد الصادق باي هو القنصل الفرنسي تيودور روستان إثر إمضاء معاهدة باردو.

بداية القرن العشرين شهدت توسعا لمتقلدي النيشان، مثل الكتاب العامين الفرنسيين للحكومة التونسية والمديرين العامين والجنرالات ووزراء الحرب. من مشاهير المسلمين غير التونسيين الذين تقلدوه يوجد سي قدور بن غبريط الذي منحه إياه محمد الحبيب باي تقديرا لجهوده في خدمة مسلمي شمال أفريقيا في فرنسا خاصة بعد إحداثه لمسجد باريس الكبير ومعهده.

أما الوزراء الأجانب المقيمون فجرت العادة أن يتلقوا الصنف الأكبر من نيشان الافتخار عند بداية مهامهم، ثم يقلدهم الباي بعد أشهر نيشان عهد الأمان.

## روابط خارجية
- الأوسمة التونسية على موقع Royalark.

## بيبليوغرافيا
- محمد العزيز بن عاشور، Honneur & Gloire : Les Décorations tunisiennes à l'époque husseïnite (الشرف والمجد: الأوسمة التونسية في الفترة الحسينية)، دار نشر Sagittaire éditions، باريس، 1994 (ردمك 9973-9738-0-1).